# District Council of Coober Pedy
District Council of Coober Pedy är ett lokalt självstyresområde i Australien. Det ligger i delstaten South Australia, omkring 750 kilometer nordväst om delstatshuvudstaden Adelaide. Antalet invånare var 1 762 vid folkräkningen 2016.
Följande samhällen finns i Coober Pedy:
- Coober Pedy